# Obafemi Awolowo Stadium
Obafemi Awolowo Stadium – wielofunkcyjny stadion w Ibadanie, w Nigerii. Został otwarty 16 września 1960 roku. Może pomieścić 35 000 widzów. Obiekt był jedną z aren Pucharu Narodów Afryki 1980 oraz Młodzieżowych Mistrzostw Świata 1999. W 2010 roku otrzymał imię Obafemiego Awolowo, wcześniej nosił nazwę Liberty Stadium.